# Dascha Astafjewa

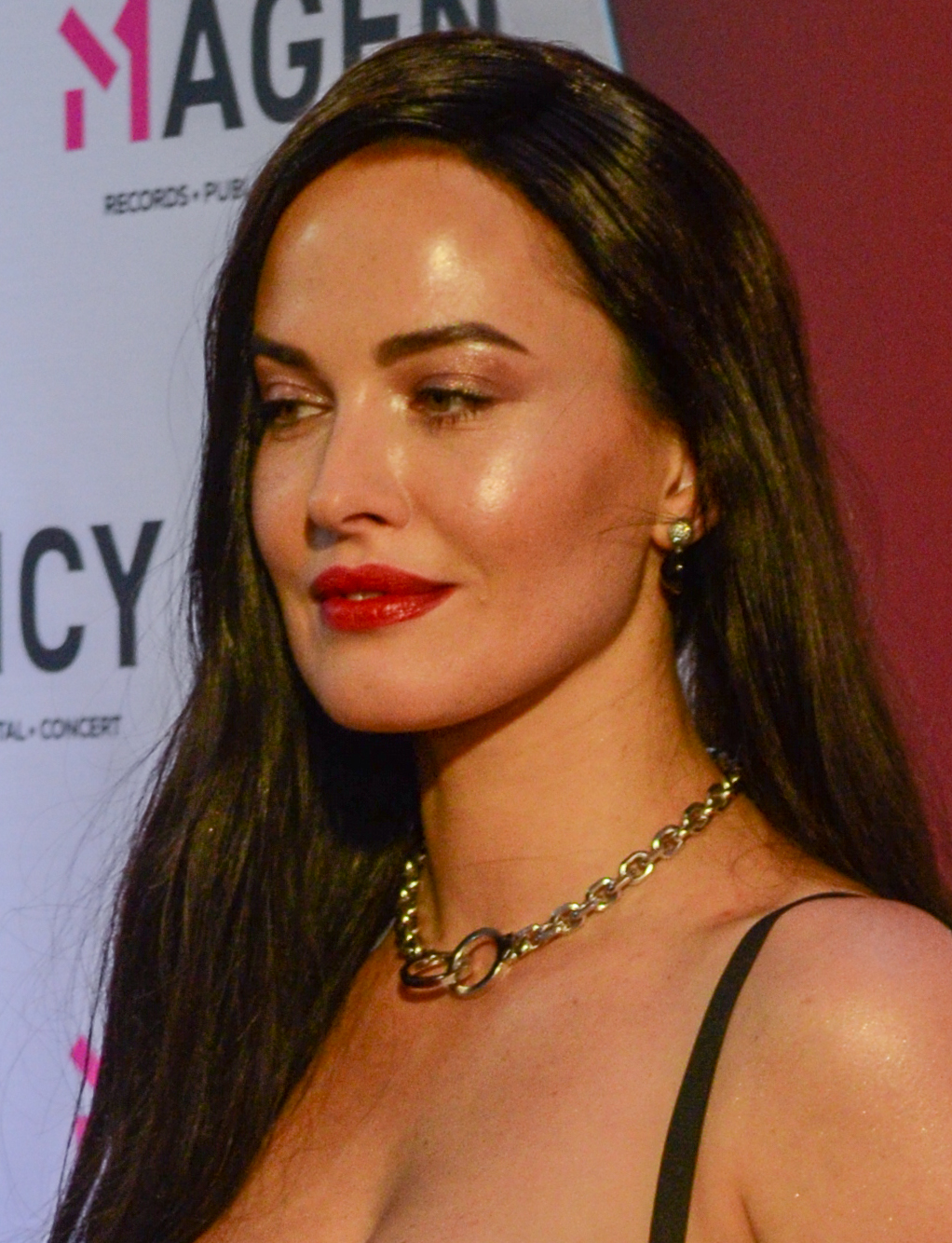
Dascha Astafjewa im November 2019

Darija „Dascha“ Wiktoriwna Astafjewa (ukrainisch: Дарія Вікторівна Астаф'єва; * 4. August 1985 in Pokrow) ist eine ukrainische Schauspielerin, Sängerin und Model.

## Leben und Karriere
Astafjewa wurde am 4. August 1985 in Pokrow geboren. Sie begann 2003 eine Karriere als Model. Im Jahr 2008 wurde sie Gründungsmitglied des ukrainischen Popmusik-Duos NikitA. Im Jahr 2007 wurde sie vom ukrainischen Playboy zum Playmate of the Year gekürt. Zwei Jahre später, im Januar 2009, war sie Playmate of the Month im amerikanischen Playboy.
2017 verließ Astafjewa NikitA. Seitdem tritt sie als Solokünstlerin auf.

## Filmografie (Auswahl)
- 2011: Vlyublennye v Kiev
- 2013: Ostrov vezeniya
- 2016: Konkursant. Smertonosnoe shou
- 2019: Prodyuser

## Diskografie (Auswahl)
- 2018: Fetish
- 2019: Playmate

## Auszeichnungen
- 2009: Playmate of the Month
- 2022: Golden Hearts Award